# 社会主义工人阵线
社会主义工人阵线是孟加拉国的一个全国性工会联合会。该组织与孟加拉国社会党保持政治上的联系。该组织的领导人是Razakuzzaman Ratan。该组织的总部位于达卡。该组织是世界工会联合会的成员。